# Pandaan (plaats)
Pandaan is een bestuurslaag in het regentschap Pasuruan van de provincie Oost-Java, Indonesië. Pandaan telt 6722 inwoners (volkstelling 2010).